# Erik Wirl
Erik Wirl (auch Erich Wirl; * 30. Mai 1884 in Ebensee; † 15. Februar 1954 in Rottach-Egern) war ein deutscher Opernsänger (Tenor) und Schauspieler.

## Leben
In München ließ Wirl seine Stimme bei dem Hof- und Kammersänger Eduard F. Schuegraf ausbilden. Zunächst als Bariton eingestuft, wechselte er dann aber das Stimmfach zum Tenor. Er debütierte in der Rolle des jungen Seemanns in Tristan und Isolde von Richard Wagner. Als Opernsänger im Tenorfach wirkte er in Bayreuth, Berlin, Budapest, Buenos Aires, Den Haag, Frankfurt/Main, Köln, Leipzig, München, Paris, Salzburg und Wien.
Wirl sang auch Operetten- und Unterhaltungsliedgut – oft im Duett mit namhaften Kolleginnen seiner Zeit. Auch die Schlager des noch jungen Tonfilms das Wienerlied Ja dort im Liebhardstal und den Titelschlager Wien, du Stadt der Lieder von Hans May.
Besonderes Gewicht lag in seinem Schaffen auf den Werken Franz Schrekers. Wirl sang bei der Uraufführung seiner Opern Der ferne Klang am 18. August 1912 die Rolle des Chevalier und in Die Gezeichneten am 25. April 1918 die Rolle des Menaldo Negroni und gestaltete die Figur des Narren in Der Schatzgräber, alle an der Oper Frankfurt. In Ferruccio Busonis Oper Turandot sang er 1918 unter Gustav Brecher in Frankfurt/Main neben Else Gentner-Fischer und Hans Ertl. Bei der Uraufführung von Frederick Delius’ Oper in 11 Bildern Fennimore and Gerda sang er 1919 neben John Gläser, Emma Holt und Elisabeth Kandt.
Beispiele für sein Auftreten in modernen Operetten sind Madame Pompadour von Leo Fall, wo er in der Uraufführung am 9. September 1922 unter Stabführung des Komponisten – neben Fritzi Massary in der Titelrolle – den René, Comte D'estrades, sang, und Münchhausen von Ernst Steffan, wo er in der Uraufführung am 23. Dezember 1927 neben Hella Kürty, Rose Ader und Fritz Schulz zu hören war.
Ende der 1920er Jahre machte er auch durch seine Mitwirkung bei Aufführungen zeitgenössischer musikalischer Avantgarde wie
Paul Hindemiths „lustiger Oper in drei Teilen“ Neues vom Tage und dem Lindberghflug von Bertolt Brecht mit der Musik von Paul Hindemith und Kurt Weill von sich reden. Er trat damit sowohl auf der Bühne als auch im Rundfunk und im Plattenstudio in Erscheinung.
Auch in den modernen Opern von Ernst Křenek trat er auf. Nachdem er bereits am 2. Dezember 1928 bei der Aufführung der Einakter-Trilogie Křeneks in der Kroll-Oper den blinden Offizier und Liebhaber in der „Tragischen Oper in einem Akt“ (so das Vorwort) Der Diktator op. 49 gesungen hatte, gab er in der Aufführung von Křeneks Oper Leben des Orest op. 60 am 8. März 1930 in der Staatsoper Berlin unter dem Dirigat von Otto Klemperer den Agamemnon.

## Filmografie
- 1921 Tanja, die Frau an der Kette
- 1929 Eine kleine Liebelei
- 1932 Großstadtnacht mit Dolly Haas und Trude Berliner
- 1933 Détective amateur (Originaltitel: Kriminalreporter Holm)[21]

## Tondokumente (Auswahl)
Wirl hatte Schallplatten der Marken Grammophon, Vox und HMV/Electrola besungen. Aus der Zeit nach 1933 liegen keine Nachrichten über ihn vor.
auf Grammophon:
- Grammophon 65 572 [042 578] (mx. 1372 m) Wie gefährlich ist die Frau im Negligé (Ade, ade) aus der Operette Die spanische Nachtigall von Leo Fall. Erik Wirl, mit Orchester, aufgenommen in Berlin, 10.1920
- Grammophon 65 570 [044 322] (mx. 1371 m) Mon chéri (Mon chéri, heute Nacht) aus der Operette Die spanische Nachtigall von Leo Fall. Fritzi Massary und Erik Wirl, mit Orchester, aufgenommen in Berlin, 10.1920
- Grammophon 65 572 [044 324] (mx. 1526 s) Fink und Nachtigall (Nachtigall, dir lauscht man überall) aus der Operette Die spanische Nachtigall von Leo Fall. Fritzi Massary und Erik Wirl, mit Orchester, aufgenommen in Berlin, 11.1920

auf Vox:
- Vox 3004 (mx. 18 B) Weinlied aus Der lachende Ehemann (Edmund Eysler)
- Vox 3004 (mx. 19 B) Wiener Fiaker-Lied (Gustav Pick), Erik Wirl, Tenor, mit Orchesterbegleitung
- Vox 3610 E (mx 1106-II BB) Zwei Märchenaugen, Lied aus der Operette Die Zirkusprinzessin (Kálmán)
- Vox 3610 E (mx. 11041 BB) Die kleinen Mädchen im Trikot, Lied und Foxtrot aus der Operette Die Zirkusprinzessin (Kálmán), Erik Wirl, Tenor, mit Orchesterbegleitung.
- Vox 4199 E (mx. 1105-1 BB) Wenn du mich sitzen läßt, fahr ich sofort nach Budapest. Lied und Foxtrot aus der Operette Die Zirkusprinzessin (Kálmán)
- Vox 4199 E (mx. 1107-1 BB) Mein Darling muß so sein, Lied und Foxtrot aus der Operette Die Zirkusprinzessin (Kálmán), Erik Wirl, Tenor, und Marianne Alfermann, Sopran, mit Orchesterbegleitung. Februar 1927
- Vox 4201 (mx. 1627 BB) Wenn man für’s Herz was braucht, Foxtrot aus der Operette Der blonde Zigeuner (Martin Knopf & Oskar Felix, H.Frey)
- Vox 4201 (mx. 1628 BB) Ich schleich zur Nacht, Blues aus der Operette Der blonde Zigeuner (Martin Knopf & Oskar Felix, H.Frey), Erik Wirl, Tenor, und Marianne Alfermann, Sopran, mit Orchesterbegleitung, April 1927
- Vox 4202 (mx. ? BB) Selbst die roten Rosen küssen, Lied aus der Operette Der blonde Zigeuner (Martin Knopf & Oskar Felix, H.Frey), Erik Wirl, Tenor, und Marianne Alfermann, Sopran, mit Orchesterbegleitung.

auf HMV / Electrola:
- His Master’s Voice E.G. 1574 (mx. BLR 5690-I) Frauen, ihr macht uns das Leben schön, Lied aus Marietta (Oscar Strauss. Deutsche Bearbeitung und Gesangstext von Alfred Grünwald), Erik Wirl mit dem Orchester des Metropol-Theaters, Berlin. Dirigent: Kapellmeister H. Bruck
- His Master’s Voice E.G. 1574 (mx. BLR 5689-I) Marietta, holdes Frauenbild, Lied aus Marietta (Oskar Strauss. Deutsche Bearbeitung und Gesangstext von Alfred Grünwald), Erik Wirl mit dem Orchester des Metropol-Theaters, Berlin. Dirigent: Kapellmeister H. Bruck
- His Master’s Voice E.G. 1796 (mx. BLR 5980-I) Fein, fein schmeckt uns der Wein. Weinlied aus Der lachende Ehemann (Eysler)
- His Master’s Voice E.G. 1796 (mx. BLR 5978 II) Trinke Liebchen, trinke schnell. Trinklied aus Die Fledermaus (J. Strauss), Erik Wirl, Tenor. In Deutsch. Mit Orch.
- Electrola E.G.1845 (mx. BLR 6175-II) Auch du wirst mich einmal betrügen, auch du (Stolz, Reisch & Robinson) aus der Tonfilm-Operette Zwei Herzen im Dreivierteltakt. Duett Irene Eisinger und Erik Wirl, mit Orchester.
- Die Aufnahme wurde auch in den USA vertrieben: Victor V. 6082-A You'll Be Unfaithful. Irene Eisinger – Erik Wirl
- Electrola E.G.1846 (mx. BLR 6174-II) Wien, du Stadt der Lieder. Tango aus dem gleichnamigen Atlas-Tonfilm (Hans May. Text von E. Neubach)
- Electrola E.G.1846 (mx. BLR 6176-I) Ja, dort im Liebhardtstal. Ein Wiener Lied aus dem Atlas-Tonfilm Wien, du Stadt der Lieder (Hans May. Instr.: Kurt Lubbe. Text von Hans Pflanzer), Erik Wirl, Tenor, mit Orchesterbegleitung

## Wiederveröffentlichungen
- Tonträger CD 75 Jahre Donaueschinger Musiktage 1921–1996 [ WWE 12CD 31899 (WWE 1CD 31900) ], Verlag Col Legno, München 1996, enthält: Lindberghflug / Paul Hindemith, Kurt Weill (18' 25")
- Tonträger CD Four German Sopranos Of The Past, Preiser Records[22], enthält: Carl Maria von Weber: Der Freischütz (Op. 77): Wie? was? Entsetzen! Erik Wirl / Irene Eisinger / Käte Heidersbach, 1930 (6' 32").
- Tonträger CD Imre Kálmán: Du bist das Liebste: Ein Komponistenportrait, Duophon Records, Fa. Alfred Wagner[23], enthält als track 8 Marianne Alfermann & Erik Wirl: Wenn du mich sitzen lässt.
- Tonträger CD Tonfilmschlager der Weimarer Republik (1929–1933), Duophon Records, Fa. Alfred Wagner,[24] enthält als track 22 Irene Eisinger, Erik Wirl – Auch du wirst mich einmal betrügen.
- Tonträger CD Fritzi Massary 4, TrueSoundTransfers, Fa. Chr. Zwarg, Best.Nr. TT-3053 enthält drei Grammophon-Aufnahmen mit Fritzi Massary und Erik Wirl aus der Operette Die spanische Nachtigall von Leo Fall[25]
- Tonträger Vinyl-LP A-6034 A / A-6034 B Brüder, zur Sonne, zur Freiheit: Arbeitermusik der Weimarer Republik in Originalaufnahmen. Label: pläne – 88287, pläne – 88287 G (1982). Davon Umschnitt auf CD (No. 1627, 1995)[26], enthält als track 10 Erik Wirl mit Orchester: Die Massnahme.[27]